# PNRC2
PNRC2 (англ. Proline rich nuclear receptor coactivator 2) – білок, який кодується однойменним геном, розташованим у людей на короткому плечі 1-ї хромосоми.  Довжина поліпептидного ланцюга білка становить 139 амінокислот, а молекулярна маса — 15 591.
| 10         |  | 20         |  | 30         |  | 40         |  | 50         |
| ---------- |  | ---------- |  | ---------- |  | ---------- |  | ---------- |
| MGGGERYNIP |  | APQSRNVSKN |  | QQQLNRQKTK |  | EQNSQMKIVH |  | KKKERGHGYN |
| SSAAAWQAMQ |  | NGGKNKNFPN |  | NQSWNSSLSG |  | PRLLFKSQAN |  | QNYAGAKFSE |
| PPSPSVLPKP |  | PSHWVPVSFN |  | PSDKEIMTFQ |  | LKTLLKVQV  |  |            |

A: Аланін

D: Аспарагінова кислота

E: Глутамінова кислота

F: Фенілаланін

G: Гліцин

H: Гістидин

I: Ізолейцин

K: Лізин

L: Лейцин

M: Метіонін

N: Аспарагін

P: Пролін

Q: Глутамін

R: Аргінін

S: Серин

T: Треонін

V: Валін

W: Триптофан

Кодований геном білок за функцією належить до активаторів. 
Задіяний у таких біологічних процесах як транскрипція, регуляція транскрипції, альтернативний сплайсинг. 
Локалізований у цитоплазмі, ядрі.